# Yun Mi-Jin
Yun Mi-Jin (n. 30 aprilie 1983, Daejeon, Coreea de Sud) este o arcașă ce a reprezentat Coreea de Sud, medaliată olimpică. A participat la două ediții ale Jocurilor Olimpice (2000, 2004) în care a câștigat trei medalii de aur.